# Washington Indoor 1975
Il Washington Indoor 1975 è stato un torneo di tennis giocato sul sintetico indoor. È stata la 4ª edizione del torneo che fa parte del World Championship Tennis 1975. Si è giocato a Washington negli Stati Uniti dal 10 al 16 marzo 1975.

## Campioni

### Singolare maschile
Mark Cox ha battuto in finale  Dick Stockton con il punteggio di 6–2, 7–6

### Doppio maschile
Mike Estep /  Russell Simpson hanno battuto in finale  Anand Amritraj /  Vijay Amritraj con il punteggio di 7–6, 6–3